# Escuelas Públicas de Albuquerque
Las Escuelas Públicas de Albuquerque (Albuqerque Public Schools, APS) es un distrito escolar en Nuevo México. Tiene su sede en Albuquerque. APS es el trigésimo cuarto más grande distrito escolar en los Estados Unidos. El Consejo de Educación del APS tiene 7 miembros.